# كنيسة سانت ماري، ريكالفر
تأسست كنيسة سانت ماري في ريكالفر خلال القرن السابع لتكون إما كنيسة أو دير، ضمن موقع حصن روماني، كان آنذاك في أقصى الشمال الشرقي من مقاطعة كِنت في جنوب شرق إنجلترا. في عام 669، منح الملك إيغبيرت، ملك كِنت، موقع الحصن هذا إلى كاهنٍ يدعى باسا من أجل تأسيس الكنيسة، ليبدأ بذلك اتفاق مع ملوك كنتيين نتج عنه دفن ملك كِنت إيدبيرت الثاني هناك في ستينيات القرن الثامن، وقد مُوّلت الكنيسة جيدًا بحلول القرن التاسع، وعُوملت منذ أوائل القرن التاسع وحتى القرن الحادي عشر بشكل أساسي على أنها حصة من مُلكيّة، ينتقل حق حيازتها بين ملوك مرسيا وويسيكس وإنجلترا ورؤساء أساقفة كانتيربيري. ربما تكون اعتداءات الفايكينغ قد أخمدت الروح الدينية للكنيسة في القرن التاسع، إلا أن تقريرًا صدر في أوائل القرن الحادي عشر يشير إلى أنها كانت في ذلك الوقت تحت سلطة عميد الكنيسة مع عدد من الرهبان. ومع اكتمال كتاب دومز داي (المعروف أيضًا بكتاب ونشيستر) في عام 1086، كانت سانت ماري بمثابة كنيسة أبرشية.
كان المبنى الأصلي، الذي ضم حجرًا وبلاطات مأخوذة من الحصن الروماني، عبارة عن مبنى بسيط يتألف فقط من صحن كنيسة ومذبح قَبَوِيّ، مع غرفة صغيرة، أو رواق، مقام على كل من جانبي الكنيسة الشمالي والجنوبي حيث يلتقي صحن الكنيسة مع المذبح. تغيرت الكنيسة كثيرًا وتوسعت خلال العصور الوسطى، بما في ذلك إضافة برجين توأمين في القرن الثاني عشر؛ أما الإضافة الأخيرة، في القرن الخامس عشر، فكانت عبارة عن شرفات شمالية وجنوبية تقود إلى داخل صحن الكنيسة. تزامن هذا التوسع مع فترة طويلة من الازدهار لمستوطنة ريكالفر: أدى تدهور المستوطنة إلى خراب الكنيسة، وإلى محاولات لاحقة فاشلة لمنع تآكل الشريط الساحلي الملاصق، ليُهدم المبنى بالكامل تقريبًا في عام 1809.
حُفظت بقايا الكنيسة بتدخل من سلطة ترينتي هاوس في عام 1810، سيما وأنّ البرجين لطالما كانا مهمين كمعلَمين للملاحة: أُنجزت عمليات الحفظ هذه من خلال أول جهد فعال لحماية الجرف الذي قامت عليه الكنيسة فيما بعد من التآكل المتزايد. أُدرجت بعض المواد من هيكل البناء ضمن كنيسة بديلة مخصصة أيضًا لسانت ماري، ومبنية في هيلبورو في نفس الأبرشية. استخدم الكثير مما تبقّى لبناء جدار ميناء جديد في مارغيت، عرفت باسم مارغيت بير. تشتمل الآثار الأخرى الباقية على شظايا صليب مرتفع من الحجر كان قائمًا في السابق داخل الكنيسة، وعمودان حجريان من قوس ثلاثي يمتد بين صحن الكنيسة والمذبح: شكلت الأعمدة جزءًا من الكنيسة الأصلية وكانت لاتزال واقفة في مكانها عند بدء الهدم. إن بقايا الصليب والأعمدة محفوظة حاليًا في كاتدرائية كانتيربيري، وهي من بين الميزات التي أدت إلى توصيف الكنيسة كنموذج للعمارة الكنسية الأنجلو سكسونية والنحت.

## أصول
تأسست أول كنيسة معروف بوجودها في ريكالفر في عام 669، عندما أعطى الملك إيغبيرت، ملك كِنت الأرض هناك إلى الكاهن باسا لهذا الهدف. وإن مؤلف وقائع الأنجلو سكسونية «اعتبر بوضوح هذا الأمر حدثًا مهمًا»، وربما كانت نية الملك إيغبيرت في تأسيس كنيسة ضمن ريكالفر هي إنشاء مركز كنسي بعنصر إنجليزي قوي، للموازنة بين هيمنة رئيس الأساقفة في كنيسة كانتيربيري، ثيودور من طرسوس، الآن في تركيا، الأب هيدريان من أتباع دير سانت أوغسطين، من شمال أفريقيا، على الأرجح إقليم برقة، و«أتباعهم غير المحليين» على حد سواء. يختلف المؤرخون حول ما إذا كانوا سيطلقون على الكنيسة اسم كنيسة أو دير- وعلى هذا تستخدم سوزان كيلي المصطلح السابق، بينما يستخدم نيكولاس بروكس المصطلح الأخير، معلقًا أنه:
لا نعرف ما إذا كانت الأديرة في كِنت قد تأسست كمجتمعات من الرهبان والراهبات المكرسين لخدمة الرب (والعيش في الأديرة وأديرة الراهبات)، أو فيما إذا كانت المجتمعات الذكورية منذ البداية عبارة عن تكتلات من رجال الدين العلمانيين (يعملون من الدير) الذين قبلوا، كما قبلت الأسرة الأسقفية في كانتيربيري، بدرجة من الانضباط المجتمعي (أو الرهباني) وكانوا مسؤولين عن العناية بالرعية في المناطق الريفية الواسعة. لطالما كان التمييز بين رجال الدين العاديين والعلمانيين غامضًا منذ البداية في إنجلترا. في الواقع، لا تشير الكلمة اللاتينية monasterium بالضرورة إلى منزل الرهبان في القرنين الثامن والتاسع، ولكنها كانت مثل نظيرها في اللغة الإنجليزية، minster، مصطلح يُستخدم عادة لوصف الكنيسة التي تخدمها مجموعة من رجال الدين. بحلول القرن التاسع، كانت مجتمعات الأديرة في كِنت تتكون بالتأكيد من قساوسة وشمامسة ورجال دين بدرجات أقل، تمامًا مثل مجتمع الكاتدرائية في «الدير الرئيس»، (كاتدرائية كانتيربيري).

- نيكولاس بروكس، التاريخ القديم لكنيسة كانتيربيري، 1984
يجسّد أساس هذه الكنيسة التي تقع داخل بقايا حصن ريجولبيوم الروماني «الممارسة المنتشرة (في إنجلترا الأنجلو سكسونية) لإعادة استخدام الأماكن الرومانية المسورة للكنائس الكبرى»؛ بنيت الكنيسة الجديدة «بالكامل تقريبًا من الهياكل الرومانية المهدّمة». شكّل المبنى صحن كنيسة يقيس 37.5 قدم (11.4 متر) طولًا و24 قدم (7.3 متر) عرضًا ومذبح قبوي، كان هذا المذبح مضلعًا من الخارج ولكنه مستدير من الداخل، ومفصول عن الصحن بواسطة قوس ثلاثي مكون من عمودين مصنوعين من الحجر الكلسي من ماركيس، في إقليم باد كاليه شمال فرنسا. شُكّلت الأقواس باستخدام بلاط روماني، أما أعمدة الكنيسة فقد نُسب شكلها إلى تأثيرات العمارة الرومانية المتأخرة والبيزنطية المبكرة، أكثر من كونها رومانية الأصل، والتي ربما نُقلت عن الهندسة المعمارية المعاصرة لفرنسا الميرو فنجية. 
وجد حول وداخل المحراب مقعد حجر، وبنيت غرفتان صغيرتان، أو رواقان، ليتشكل بذلك جناحان أثريان من الجانبين الشمالي والجنوبي للكنيسة حيث يلتقي صحن الكنيسة مع المذبح، والتي يمكن الوصول إليها من خلالهما. يُعزى وجود مقعد حجر حول وداخل المحراب إلى تأثير الكنيسة السريانية خلال الوقت الذي هُجّر فيه أتباع هذه الكنيسة. صُيّرت جدران الكنيسة إسمنتيًا من الداخل والخارج، مما أعطاها مظهرًا أملسًا مخفيًا البناء الحجري. 

بعد عشر سنوات من تأسيس الكنيسة، وفي عام 679، منح الملك لوثهير ملك كِنت الأراضي في ستوري، على بعد نحو 6.2 ميل (10 كيلو متر) جنوب غرب ريكالفر، وفي ساري، في الجزء الغربي من جزيرة ثانيت، عبر قناة وينتسوم إلى الشرق، إلى الأب بيرتوالد و «الدير الخاص به». وُقّعت التقدِمة هذه في ريكالفر، وربما كُتب الميثاق الذي سُجّل فيه هذا التسليم من قبل كاتِب من ريكالفر. إن تقدِمة قرية ساري على وجه الخصوص مهمة:
كانت ساري مكانًا استراتيجيًا للغاية، تطل على نقطة التقاء قناة وينتسوم بنهر غريت ستور، وترتبط مباشرة بكانتيربيري. في أوائل ستينيات القرن الثامن، كانت عبارة عن موقع لمركز ضرائب، حيث جمع وكلاء ملوك كِنت مستحقات مترتبة على السفن التجارية مستخدمين طريق وينتسوم. يجب اعتبار تقدمة قرية ساري إلى ريكالفر علامة على تفضيل مَلَكي هائل لصالح (الكنيسة هناك). وقد تكون (الكنيسة في ريكالفر) قد تلقت حصة من الرسوم الملكية المفروضة في ساري نفسها.

 سوزان كيلي، «دير ريكالفر ومواثيقه القديمة»، 2008.